# 郑坊镇 (上饶市)
郑坊镇，是中华人民共和国江西省上饶市广信区下辖的一个乡镇级行政单位。
邮政编码:334102

## 行政区划
郑坊镇下辖以下地区：
郑坊社区、楼村、台湖村、石峡村、陈墩村、洲村、枫林村、钱墩村和西山村。